# 정춘풍
정춘풍(鄭春風)은 조선시대의 판소리 명창이다. 충청도 어느 양반 가문에서 태어나 한학(漢學)에 조예가 깊었고 진사과(進士科)에도 급제했다. 그러나, 성격이 호탕하고 판소리를 즐겨 호를 춘풍이라 하고 혼자서 깨우쳐 명창이 되었다. 그의 소리는 동편제에 가까우나 송흥록의 제를 이어받은 것이 아니라 스스로 독특한 일가를 개척했다고 한다. 그의 소리제는 제자인 박기홍에게 전해졌다. 학식이 높은 만큼 판소리 이론에 밝아 신재효와 쌍벽을 이루었다. 대원군의 총애를 받았고 말년에 전라북도 여산에서 살다가 68세의 나이로 세상을 떠났다. 그의 더늠으로는 단가 《소상팔경》(瀟湘八景)이 남아 있으며 판소리 문장에 많은 개발과 영향을 주었다.

## 참고 자료
- 정춘풍 - 한국학중앙연구원